# Neoscona bengalensis
Neoscona bengalensis är en spindelart som beskrevs av Benoy Krishna Tikader och Bal 1981. Neoscona bengalensis ingår i släktet Neoscona och familjen hjulspindlar. Inga underarter finns listade i Catalogue of Life.